# Anne Feillet
Pour les articles homonymes, voir Feillet.
Anne Feillet est une actrice française.
Membre de l'Outrapo (Ouvroir de tragécomédie potentielle) Dataire du Collège de ’Pataphysique.

## Filmographie
- 1983 : Les Cinq Dernières Minutes (épisode Meurtre sans pourboire), série télévisée de Jean Chapot
- 1991 : Août, long métrage d'Henri Herré
- Essen oder nicht gegessen sein, L'article de la mort, Bardaff compensatoire, courts métrages de Fabienne Breitman
- Madam I'm Adam, Tête et tronc, courts métrages de Rita Khrout
- Une grande fille comme toi, long métrage de Christophe Blanc

## Théâtre
- Titus Andronicus Shakespeare (mise en scène Bruno Boëglin 1981)
- Faust I et Faust II Goethe (mise en scène Daniel Benoin 1982)
- Le Chevalier à la rose Hofmannsthal (mise en scène Jean-Louis Thamin)
- Le Médium Menotti (mise en scène Daniel Benoin)
- Ghetto Sobol (mise en scène Daniel Benoin 1986)
- Le Lavoir Durvin (mise en scène Dominique Durvin 1989)
- Les Sincères Marivaux (mise en scène Madeleine Gaudiche)
- Médée (mise en scène Christian Schiaretti 1991)
- Le Scalpel du diable Caron (mise en scène François Rancillac)
- Archangelus Delakian (mise en scène Jean-Pierre Dougnac)
- Le Bétrou Torma (mise en scène Milie von Bariter)
- La Révolte Villiers de l'Isle Adam (mise en scène Agathe Alexis)
- Passage des Lys Danan (mise en scène François Rancillac)
- Un homme ordinaire Benaïssa (mise en scène Madeleine Gaudiche)
- Pour Lucrèce Giraudoux (mise en scène Madeleine Gaudiche)
- La Malice des hommes Guingané (mise en scène Madeleine Gaudiche)
- Nuit de toile : La Tramontane cirque Zurraspas
- Ce qui me revient de droit (mise en scène Justine Rouet Chabaux 2016[3]).